# Felicia ferulacea
Felicia ferulacea là một loài thực vật có hoa trong họ Cúc. Loài này được Compton mô tả khoa học đầu tiên năm 1949.